# Tikvasta puhara
Tikvasta puhara (Lycoperdon perlatum) vrsta je jestive gljive. 

## Opis
Bijele je boje i tikvastog oblika, kasnije posmeđi a kad sazrije na vrhu nastane rupa u obliku kratera kroz koji izlaze spore. Cijela površina je prekrivena sitnim bodljama koje se i na sam dodir mrve.  
Gljiva je jestiva samo dok je mlada, odnosno dok je na prerezu plodište bijelo. Kada je gljiva već zrela iznutra počinje poprimati žutu i maslinasto zelenu boju. Unutrašnja struktura mora biti meka, čisto bijela i posvuda jednaka poput spužve.
Kako je tikvasta puhara specifičnog oblika, zamijena s drugim gljivama je teško moguća, osim s vrstom Lycoperdon saccatum koja je također jestiva i dobre kakvoće. Ova gljiva je poznata, međutim nažalost slabo je poznato da je jestiva i izvrsne kakvoće.Može se jesti i sirova.Ekstrakt gljive ima antimikrobna svojstva.

## Sastav
Na  100 gr sadrži 4,34 gr bjelančevina,te po 1  gr ugljikohidrata i masti.

## Ljekovitost
Od  davnine  su  se   gljive  iz  porodice  puhara  koristile za zaustavljanje  krvarenja manjih rana.U Rusiji i Ukrajini koristi se za  čišćenje krvi i limfe.

## Narodni nazivi
Tikvasta puhara, prhavica, puša, pupa, fuljac, pezdec.

## Vanjske poveznice

### Sestrinski projekti
|  | Zajednički poslužitelj ima stranicu o temi tivasta puhara     |
|  | Zajednički poslužitelj ima još gradiva o temi tikvasta puhara |

- (engl.) Gem-studded puffball @ wildmanstevebrill.com  Arhivirana inačica izvorne stranice od 7. veljače 2010. (Wayback Machine).